# Pachyramphus versicolor
Pachyramphus versicolor là một loài chim trong họ Tityridae.